# Renate Krößner

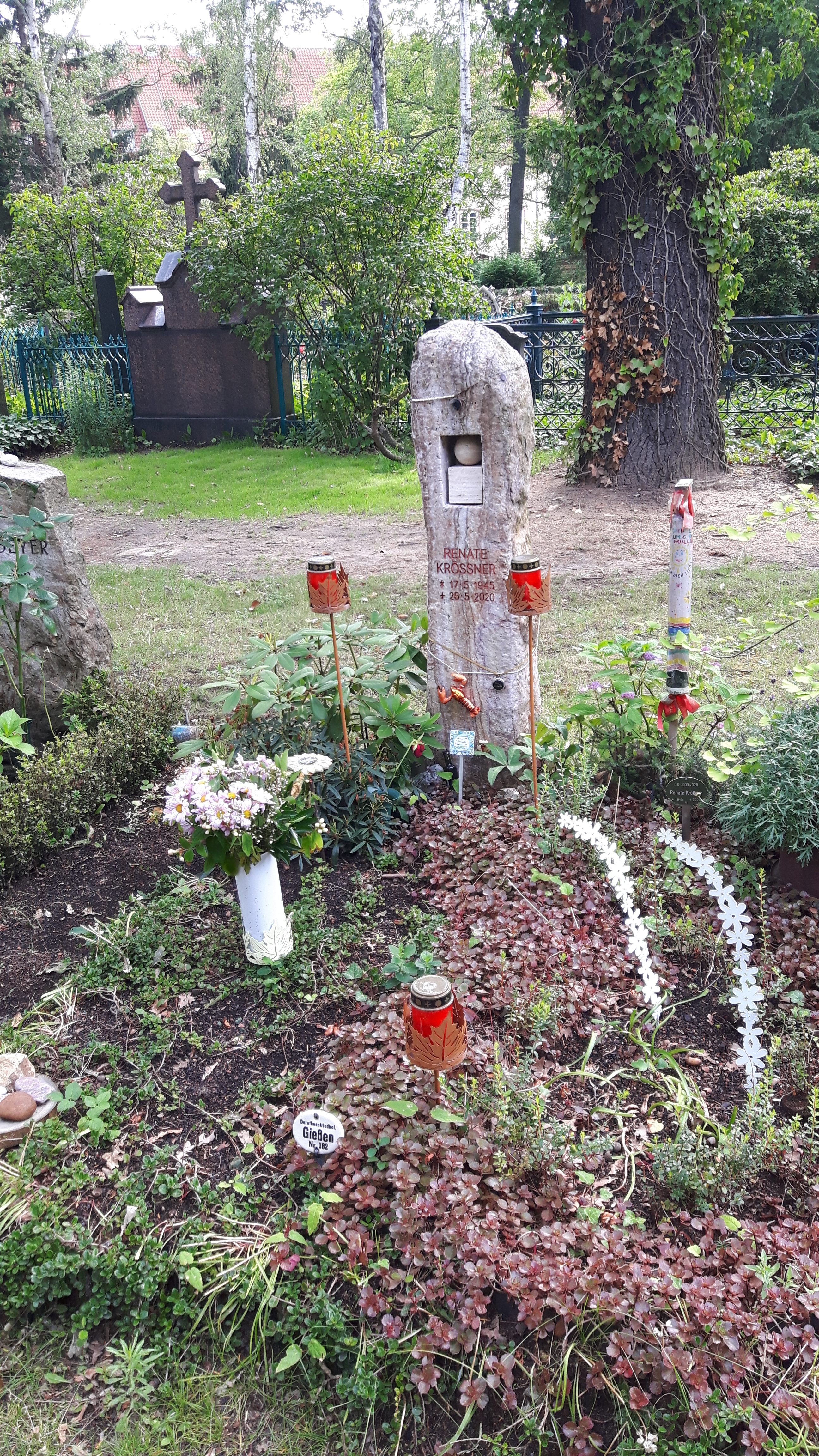
Grab von Renate Krößner auf dem Dorotheenstädtischen Friedhof in Berlin

Renate Krößner (* 17. Mai 1945 in Osterode am Harz; † 25. Mai 2020 in Mahlow) war eine deutsche Schauspielerin. Ihren Durchbruch hatte sie 1979 als Sängerin Ingrid Sommer in dem DEFA-Film Solo Sunny.

## Leben
Renate Krößner wuchs als Lehrerstochter in Ost-Berlin auf, besuchte dort die Oberschule und schloss 1964 ihre Ausbildung an der Staatlichen Schauspielschule Berlin mit dem Diplom ab. Ihre Bühnenstationen waren 1966/67 das Landestheater Parchim, 1967/68 das Theater der Altmark, 1970/71 das Theater der Bergarbeiter, ab 1971 am Brandenburger Theater. Danach gab sie Gastspiele an verschiedenen Theatern.
Ab 1965 wirkte Krößner in mehreren Filmen und Fernsehspielen mit, darunter als Kellnerin „Caramba“ an der Seite von Manfred Krug in der turbulenten Komödie Feuer unter Deck, die nach Krugs Weggang in den Westen 1977 zunächst verboten war und erst 1979 in wenigen Kopien in die Kinos kam und nur einmal im Fernsehen gezeigt wurde.
Im Jahr 1980 spielte sie die Hauptrolle der Schlagersängerin Ingrid Sommer, genannt Sunny, in dem DEFA-Film Solo Sunny von Konrad Wolf. Den Gesangspart der Rolle hatte die Jazzsängerin Regine Dobberschütz übernommen. Krößner schaffte es, den erst zwei Tage vor den Dreharbeiten bei ihr gelandeten Text vollkommen lippensynchron zum Playback hinzubekommen. Der realistische, intensive Film brachte sowohl in der DDR wie auch im Westen viele Wochen lang volle Kinos. Für diese Rolle erhielt Krößner im Februar 1980 auf der Berlinale in West-Berlin den Filmpreis Silberner Bär. Die große Popularität und Eigenwilligkeit der Schauspielerin missfiel den DDR-Behörden, sodass sie fortan keine Filmangebote mehr bekam und nach fünf Jahren beschloss, die DDR zu verlassen. Am 27. Juli 1985 konnte Krößner nach mehreren Ausreiseanträgen gemeinsam mit ihrem Lebensgefährten, dem Schauspieler Bernd Stegemann, und ihrem Sohn Eugen aus ihrer früheren Beziehung mit Hermann Beyer die DDR verlassen.
Die Familie zog nach Düsseldorf. Erst nach drei Jahren im Westen begann sie auch wieder im Film- und Fernsehgeschäft. Krößner spielte zunächst die kurzzeitige Freundin des Rechtsanwalts Robert Liebling in der Anwaltsserie Liebling Kreuzberg (wieder an der Seite von Manfred Krug). Später trat sie immer wieder in deutschen Krimiserien auf, etwa im Polizeiruf 110, im Tatort (unter anderem 1988 gemeinsam mit Götz George in dem Schimanski-Tatort Gebrochene Blüten), in der Krimireihe Stubbe – Von Fall zu Fall (wo sie in 12 Folgen die Ehefrau der von Wolfgang Stumph gespielten Titelfigur verkörperte) und in Sperling und der stumme Schrei an der Seite von Dieter Pfaff. 2018 übernahm sie an der Seite von Yvonne Catterfeld und Jan Krauter einen Gastauftritt als Juwelierswitwe Vera Holzner in der Folge Der steinerne Gast der ARD-Krimireihe Wolfsland. Zuletzt war Krößner ab 2017 in der RTL-Serie Der Lehrer als Mutter der Titelfigur zu sehen.
1995 spielte Krößner in Diethard Klantes Jugenddrama Der Verräter die Mutter des von Frank Giering verkörperten labilen 18-Jährigen Paul Simonischek, der auf der Suche nach Anerkennung in die Neonazi-Szene gerät. In dem von Dominik Graf im Jahr 1997 inszenierten Thriller Der Skorpion verkörperte sie die Ehefrau des beim Münchner Drogendezernat arbeitenden Polizisten Josef Berthold (Heiner Lauterbach), die von einer Bande aus dem Drogenmilieu ins Koma geprügelt wird. In dem komödiantischen Drama Alles auf Zucker! von Dani Levy übernahm sie 2004 die Rolle der Club-Chefin Linda. Im Kino trat Krößner 2006 in dem Kinder- und Jugendfilm Mondscheinkinder auf. In dem Fernsehfilm Küss mich, Genosse! teilte sie sich 2007 die Rolle der Alexandra Lütjens mit Josefine Preuß.
2005 heiratete Krößner ihren langjährigen Lebensgefährten Bernd Stegemann. Das Paar lebte in Mahlow. Im selben Jahr erkrankte sie das erste Mal an Krebs, wurde jedoch erfolgreich operiert. Anfang 2020 kehrte die Krankheit zurück, der sie am 25. Mai 2020 im Alter von 75 Jahren erlag.
Ihre letzte Ruhestätte befindet sich auf dem Friedhof der Dorotheenstädtischen und Friedrichswerderschen Gemeinden (Grab CK-003-020) in Berlin-Mitte.

## Filmografie (Auswahl)
- 1965: Tiefe Furchen
- 1975: Eine Pyramide für mich
- 1976: Polizeiruf 110 – Schwarze Ladung (Fernsehreihe)
- 1977: Feuer unter Deck
- 1977: Cyankali (TV-Studioaufzeichnung)
- 1977: Die unverbesserliche Barbara
- 1979: Zünd an, es kommt die Feuerwehr
- 1979: Bis daß der Tod euch scheidet
- 1980: Solo Sunny
- 1981: Verflucht und geliebt (Fernsehen, 5 Teile)
- 1983: Einer vom Rummel
- 1983: Mathilde Möhring (Fernsehfilm)
- 1988: Die Schauspielerin und der Pilot (NDR, aus der Serie Wahlbekanntschaften)[6]
- 1988: Tatort – Gebrochene Blüten (Fernsehreihe)
- 1988: Der Fahnder (Fernsehserie, Folge Der Fighter)
- 1989: Tatort – Armer Nanosh
- 1991: Praxis Bülowbogen (Fernsehserie, Folge Abschiedsbriefe)
- 1993: Grüß Gott, Genosse (Fernsehfilm)
- 1993: Tatort – Tod einer alten Frau
- 1993: Nordkurve
- 1994: Angst (Fernsehfilm)
- 1994: Tatort  – Jetzt und alles
- 1995: Der Verräter (Fernsehfilm)
- 1996: Bruder Esel (Fernsehserie, 14 Folgen)
- 1997: Der Skorpion (Fernsehfilm)
- 1997–2003: Stubbe – Von Fall zu Fall
- 1998: Liebling Kreuzberg (Fernsehserie, 3 Folgen)
- 1999: Helden wie wir
- 1999: In aller Freundschaft (Fernsehserie, Folge 31:  Ein Herz und eine Seele)
- 2000: Die Einsamkeit der Krokodile
- 2001: Invincible – Unbesiegbar
- 2002: Sperling und der stumme Schrei (Fernsehreihe)
- 2002: Hannas Baby (Fernsehfilm)
- 2002: In aller Freundschaft (Fernsehserie) Folge 150: Eine Frage der Ehre
- 2004: Alles auf Zucker!
- 2004: Einmal Bulle, immer Bulle (Fernsehserie, 6 Folgen)
- 2005: Der Elefant – Mord verjährt nie (Fernsehserie, Folge 2x07 Der Duft der Angst)
- 2006: Mondscheinkinder
- 2007: Polizeiruf 110 – Verstoßen
- 2007: Küss mich, Genosse! (Fernsehfilm)
- 2009: Jenseits der Mauer (Fernsehfilm)
- 2011: Tatort – Rendezvous mit dem Tod
- 2011: Kommissarin Lucas – Am Ende muss Glück sein (Fernsehreihe)
- 2011: Vergiss dein Ende
- 2012: Tatort – Alles hat seinen Preis
- 2012: Ein Sommer im Elsass
- 2012: Überleben an der Wickelfront (Fernsehfilm)
- 2012: Stolberg (Fernsehserie, Folge Im Dunkeln)
- 2014: Ohne Dich (Fernsehfilm)
- 2014: Überleben an der Scheidungsfront (Fernsehfilm)
- 2014: Heldt (Fernsehserie, Folge Taubenschlag)
- 2015: Liebe am Fjord – Unterm Eis (Fernsehreihe)
- 2015: Anderst schön (Fernsehfilm)
- 2015: Der Kriminalist (Fernsehserie, Folge Die Unschuld der Engel)
- 2015: Marry Me! – Aber bitte auf Indisch!
- 2016: Die Stadt und die Macht (Fernseh-Sechsteiler)
- 2016: Lindenstraße (Fernsehserie)
- 2017–2019: Der Lehrer (Fernsehserie)
- 2018: Wolfsland – Der steinerne Gast (Fernsehreihe)
- 2019: Fluss des Lebens – Kwai: Familienbande (Fernsehreihe)

## Hörspiele
- 1980: Georg Büchner: Dantons Tod (Marion) – Regie: Joachim Staritz (Hörspiel – Rundfunk der DDR)
- 1999: Volker Braun: Die Geschichte von den vier Werkzeugmachern (Luise) – Regie: Jörg Jannings (Hörspiel – SFB/ORB/DLF)
- 2005: Gerlind Reinshagen: Joint Venture – Regie: Annette Kurth (Hörspiel – WDR)
- 2009: Siggi Huch: Bitterer Ernst – Regie: Burkhard Ax

## Auszeichnungen
- 1980: Silberner Bär (Beste Darstellerin) für Solo Sunny
- 1980: Schauspielerpreis des 1. Nationalen Spielfilmfestivals der DDR für Solo Sunny
- 1993: Filmband in Gold (Darstellerische Leistungen) für Nordkurve
- 1997: Goldener Löwe für Bruder Esel
- 1997: Adolf-Grimme-Preis für Bruder Esel
- 2011: Torino Film Festival (Beste Darstellerin) für Vergiss dein Ende[7]
- 2023: Am 17. Mai (ihrem Geburtstag) von der Suchmaschine Google mit einem Doodle postum geehrt.[8]